# Быстрюков, Иван Петрович
Иван Петрович Быстрюков — советский государственный и политический деятель, председатель Курского областного исполнительного комитета.

## Биография
Родился в 1928 году. Член ВКП(б).
С 1962 года — на общественной и политической работе. В 1962—2002 гг. — председатель Исполнительного комитета Курского промышленного областного Совета, заместитель министра сельского хозяйства СССР, заместитель председателя Государственного комитета СССР по охране природы, генеральный директор Центра стратегических разработок открытого акционерного общества корпорации «Росагропром».
Избирался депутатом Верховного Совета РСФСР 6-го созыва.